# Brickendon Liberty
Brickendon Liberty – civil parish w Anglii, w Hertfordshire, w dystrykcie East Hertfordshire. W 2011 roku civil parish liczyła 573 mieszkańców. W obszar civil parish wchodzą także Brickendon, Wormley West End, Clementsbury, Monks Green i Highfield.